# 湯琛
湯琛（1425年—？），字魯寶，直隸蘇州府常熟縣人，明朝政治人物。進士出身。

## 生平
應天府鄉試第二名。天順元年（1457年）丁丑科會試第四十二名，殿試登進士第三甲第七十三名。

## 家族
曾祖湯福六。祖父湯宗義。父亲湯師德。